# آنا بورغز
آنا بورغز (بالبرتغالية: Ana Borges) هي لاعبة كرة قدم برتغالية، ولدت في 15 يونيو 1990 في البرتغال. شاركت مع منتخب البرتغال لكرة القدم للسيدات. أما مع النوادي، فقد لعبت مع أتلتيكو مدريد للسيدات.

## وصلات خارجية
- آنا بورغز على موقع الاتحاد الأوربي (الإنجليزية)
- آنا بورغز على موقع قاعدة بيانات كرة القدم.إي يو (الإنجليزية)
- آنا بورغز على موقع Soccerway.com (الإنجليزية)
- آنا بورغز على موقع عالم كرة القدم.نت (الإنجليزية)